# Nyiginya
Le clan (ubwoko) Nyiginya est l'un des clans (amoko au pluriel) rwandais parmi la vingtaine que compte le pays.
Tous les abami qui régnèrent sur le Rwanda jusqu'à la proclamation de la République en 1961 étaient des Banyiginya (membres du "clan" Nyiginya).
Les abamikazi  (les "reines"), quant à elles, ne pouvaient en aucun cas être des Banyiginya. 
Le clan royal tutsi des Banyiginya dirige le royaume du Rwanda jusqu'au coup d'etat de Gitarama, du 28 janvier 1961, qui renverse le dernier roi du Rwanda, Kigeli V, et met fin à une monarchie séculaire.